# Громадянська війна в Південному Судані
Громадянська війна в Південному Судані — збройний конфлікт між народами нуер та дінка, який розпочався після невдалого військового перевороту в грудні 2013 року.

## Переворот
Цілями заколотників був президент Салва Киїр, однак спроба скинути його 15 грудня виявилася невдалою. Після зачистки Джуби від повстанців стало відомо, що заколотники були пов'язані з колишнім віце-президентом Ріеком Мачарою. Тим часом кількість заколотників почала збільшуватися, вони вступили в бій, внаслідок чого, до кінця грудня загинуло 500 осіб, з них 20 тисяч стали біженцями.
| Прапор Південного Судану | Це незавершена стаття про Південний Судан. Ви можете допомогти проєкту, виправивши або дописавши її. |